# دوو باب
دوو باب (به انگلیسی: Douwe Bob) (زاده ۱۲ دسامبر ۱۹۹۲) خواننده هلندی است.